# حصار أغ بلاغ
حصار أغ‌ بلاغ هي قرية في مقاطعة أرومية، إيران. عدد سكان هذه القرية هو 424 في سنة 2006.